# Дубровинский сельсовет (Мишкинский район)
Дубро́винский сельсовет — упразднённые административно-территориальная единица и муниципальное образование в составе Мишкинского района Курганской области России. 
Административный центр — село Дубровное.
С 23 декабря 2021 года Законом Курганской области от 10.12.2021 № 145 муниципальный район был преобразован в муниципальный округ, сельсовет упразднён.

## История
В соответствии с Законом Курганской области от 6 июля 2004 года № 419 сельсовет наделён статусом сельского поселения.

## Население
| 1989 | 2002 | 2010 | 2012 | 2013 | 2014 | 2015 |
| ---- | ---- | ---- | ---- | ---- | ---- | ---- |
| 964  | ↘767 | ↘591 | ↘565 | ↘540 | ↗545 | ↘526 |
| 2016 | 2017 | 2018 | 2019 | 2020 |      |      |
| ↘522 | ↘521 | ↘505 | ↘476 | ↘469 |      |      |

## Состав сельского поселения
| № | Населённый пункт | Тип населённого пункта       | Население |
| - | ---------------- | ---------------------------- | --------- |
| 1 | Дубровное        | село, административный центр | ↘489      |
| 2 | Кокуй            | деревня                      | ↘60       |
| 3 | Плетни           | деревня                      | ↘42       |